# Kölesformák
A kölesformák (Panicoideae) a perjefélék (Poaceae) egyik alcsaládja. Legtöbbjük trópusi növény, C4 típusú fotoszintézissel. Kétvirágú, rendszerint magánosan álló füzérkéjüket két pelyvalevél takarja. A füzérke egyben hull le.
Az alcsalád gazdaságilag legjelentősebb faja a termesztett köles (Panicum miliaceum). A gyomköles (Panicum ruderale) gyakran fordul elő a kukoricásokban. A Kárpát-medencében fontos nemzetségük még a kakaslábfű (Echinochloa), az ujjasmuhar (Digitaria) és a muhar (Setaria).  A csumizt vagy óriás muhart (Setaria italica convar. maxima) Kelet- és Közép-Ázsiában, valamint Dél-Európában korábban étkezési céllal, ma már inkább csak takarmánynak termesztik. Az ezüstös tollborzfű (Pennisetum villosum) nálunk is elterjedt dísznövény.

## Rendszertani felosztásuk
Az alcsaládot hét nemzetségcsoportra tagolják:
- Andropogoneae Dumort. csoport 87 nemzetséggel:

| - Agenium, - Anadelphia, - Andropogon, - Andropterum, - Apluda, - Apocopis, - Arthraxon, - Asthenochloa, - Bhidea, - Bothriochloa – fenyérfű, - Capillipedium, - Chasmopodium, - Chionachne, - Chrysopogon – élesmosófű, - Clausospicula, - Cleistachne, - Coix, - Cyathorhachis, - Cymbopogon, - Dichanthium, - Digastrium, - Diheteropogon, - Dimeria, - Elionurus, - Elymandra, - Eremochloa, - Erianthus, - Eriochrysis, - Euclasta, - Eulalia, - Eulaliopsis, - Exotheca, - Germainia, - Glyphochloa, - Hemarthria, - Hemisorghum, - Heteropogon, - Homozeugos, - Hyparrhenia, - Hyperthelia, - Imperata, - Ischaemum, - Iseilema, - Kerriochloa, | - Lasiurus, - Lophopogon, - Loxodera, - Manisuris, - Microstegium, - Miscanthus, - Mnesithea, - Monocymbium, - Ophiuros, - Oxyrhachis, - Parahyparrhenia, - Phacelurus, - Pogonachne, - Pogonatherum, - Polliniopsis, - Polytoca, - Polytrias, - Pseudanthistiria, - Pseudodichanthium, - Pseudopogonatherum, - Pseudosorghum, - Rhytachne, - Rottboellia, - Rubimons, - Saccharum – cukornád, - Schizachyrium, - Sclerachne, - Sclerostachya, - Sehima, - Sorghastrum, - Sorghum – cirok, - Spathia, - Spodiopogon, - Thaumastochloa, - Thelepogon, - Themeda, - Trachypogon, - Trilobachne, - Triplopogon, - Tripsacum, - Urelytrum, - Vossia, - Zea |

Ezt a nemzetségcsoportot egyes rendszertanok önálló alcsaládnak tekintik. Tagjainak többsége C4 fotoszintézisű trópusi növény. Kétvirágú, kétpelyvás füzérkéik egyben hullanak le, és csaknem mindig kettesével helyezkednek el a kalászorsón úgy, hogy egyikük nyeles, a másik pedig ülő.
Az alcsalád kiemelkedő gazdasági jelentőségű növényei a kukorica (Zea mays), a nemes cukornád (Saccharum officinarum), a cukorcirok (Sorghum dochna provar. dochna), a seprűcirok (Sorghum dochna provar. technicum), a tarka cirok (Sorghum bicolor) és a szudánifű (Sorghum sudanense). A fenyércirok (Sorghum halepense) a kukorica világszerte elterjedt gyomnövénye.
- Arundinelleae Stapf (in Harv. & Sond.) csoport 12 nemzetséggel:

- Arundinella,
- Chandrasekharania,
- Danthoniopsis,
- Dilophotriche,
- Garnotia,
- Gilgiochloa,
- Jansenella,
- Loudetia,
- Loudetiopsis,
- Trichopteryx,
- Tristachya,
- Zonotriche.

- Gynerieae csoport egy nemzetséggel:

- Gynerium.

- Hubbardieae csoport egy nemzetséggel:

- Hubbardia.

- Isachneae csoport öt nemzetséggel:

- Coelachne,
- Heteranthoecia,
- Isachne,
- Limnopoa,
- Sphaerocaryum.

- Paniceae R.Br. (in Flinders) csoport 108 nemzetséggel:

| - Achlaena, - Acritochaete, - Acroceras, - Alexfloydia, - Alloteropsis, - Altoparadisium, - Amphicarpum, - Ancistrachne, - Anthaenantiopsis, - Anthenantia, - Anthephora, - Arthragrostis, - Arthropogon, - Axonopus, - Baptorhachis, - Brachiaria, - Calyptochloa, - Canastra, - Cenchrus, - Centrochloa, - Chaetium, - Chaetopoa, - Chamaeraphis, - Chlorocalymma, - Cleistochloa, - Cliffordiochloa, - Cyphochlaena, - Cyrtococcum, - Dallwatsonia, - Dichanthelium, - Digitaria, - Dissochondrus, - Eccoptocarpha, - Echinochloa, - Echinolaena, - Entolasia, | - Eriochloa, - Gerritea, - Holcolemma, - Homolepis, - Homopholis, - Hydrothauma, - Hygrochloa, - Hylebates, - Hymenachne, - Ichnanthus, - Ixophorus, - Lasiacis, - Lecomtella, - Leucophrys, - Louisiella, - Megaloprotachne, - Megathyrsus, - Melinis, - Mesosetum, - Microcalamus, - Neurachne, - Odontelytrum, - Ophiochloa, - Oplismenopsis, - Oplismenus, - Oryzidium, - Otachyrium, - Ottochloa, - Panicum – köles, - Paractaenum, - Paraneurachne, - Paratheria, - Paspalum, - Pennisetum – tollborzfű, - Plagiantha, - Poecilostachys, | - Pseudechinolaena, - Pseudochaetochloa, - Pseudoraphis, - Reimarochloa, - Reynaudia, - Sacciolepis, - Scutachne, - Setaria, - Setariopsis, - Snowdenia, - Spheneria, - Spinifex, - Steinchisma, - Stenotaphrum, - Stereochlaena, - Streptolophus, - Streptostachys, - Taeniorhachis, - Tarigidia, - Tatianyx, - Thrasya, - Thrasyopsis, - Thuarea, - Thyridachne, - Thyridolepis, - Trachys, - Tricholaena, - Triscenia, - Uranthoecium, - Urochloa, - Whalleya, - Whiteochloa, - Xerochloa, - Yakirra, - Yvesia, - Zygochloa. |

- Steyermarkochloeae csoport két nemzetséggel:

- Arundoclaytonia,
- Steyermarkochloa.